# Gordon Thomson (wioślarz)
Gordon Lindsay Thomson (ur. 27 marca 1884 w Wandsworth, zm. 6 lipca 1953 w Staplehurst) – brytyjski wioślarz i wojskowy, dwukrotny medalista olimpijski.
Wystąpił na igrzyskach olimpijskich w Londynie w 1908 roku, gdzie razem z Johnem Fenningiem zdobył złoty medal w dwójkach bez sternika. Na tej samej imprezie wspólnie z Fenningiem, Philipem Filleulem i Haroldem Barkerem zdobył także srebrny medal w czwórkach bez sternika. Wyprzedzili ich jedynie rodacy z osady Magdalen College Boat Club. Został ponadto zgłoszony do startu w ósemkach, jednak ostatecznie nie wystartował.
Studiował na Trinity Hall University of Cambridge. Brał udział w The Boat Race w 1909 roku, kiedy Cambridge wygrało z Oksfordem.
Podczas I wojny światowej służył w Royal Naval Air Service, a następnie w Royal Air Force. Brał udział między innymi w bitwie o Gallipoli. Odznaczony Krzyżem Wybitnej Służby i Krzyżem Wybitnej Służby Lotniczej. W 1918 awansowany do stopnia podpułkownika. 
Po wojnie trenował żeńską drużynę Cambridge oraz męską osadę Cambridge University podczas The Boat Race. Ponadto był rugbystą, grając między innymi dla London Scottish i Surrey.